# Scott Gaffney
Scott Gaffney (ur. 1 kwietnia 1976) – kanadyjski snowboardzista. Nie startował na igrzyskach olimpijskich ani na mistrzostwach świata w snowboardzie. Najlepsze wyniki w Pucharze Świata osiągnął w sezonie 1998/1999, kiedy to zajął 33. miejsce w klasyfikacji generalnej, a w klasyfikacji snowcrossu był dziewiąty.
W 2000 r. zakończył karierę.

## Sukcesy

### Puchar Świata

#### Miejsca w klasyfikacji generalnej
- 1998/1999 - 33.
- 1999/2000 - 116.

#### Miejsca na podium
1. Whistler – 13 grudnia 1998 (Snowcross) - 1. miejsce